# Petra Hule
Petra Hule (Adelaide, 5 marzo 1999) è una tennista australiana.

## Carriera
Petra Hule ha vinto 12 titoli in doppio nel circuito ITF in carriera. Il 18 settembre 2023 ha raggiunto il best ranking in singolare raggiungendo la 311ª posizione mondiale, mentre l'11 settembre 2023 ha raggiunto in doppio il best ranking alla 193ª posizione mondiale.
Agli Australian Open 2023, la Hule ha preso parte nelle qualificazioni del suo primo Grande Slam; inoltre, ha fatto il suo debutto nel doppio insieme ad Arina Rodionova.
Ha giocato tennis al college alla Università statale della Florida.

## Circuito WTA 125

### Doppio

#### Vittorie (1)
| N. | Data           | Torneo                           | Superficie | Compagna       | Avversarie in finale              | Punteggio        |
| 1. | 3 gennaio 2025 | Canberra International, Canberra | Cemento    | Jaimee Fourlis | Darja Semeņistaja Nina Stojanović | 7-5, 4-6, [10-6] |

## Statistiche ITF

### Singolare

#### Sconfitte (2)
| Torneo $100.000 (0) |
| Torneo $80.000 (0)  |
| Torneo $60.000 (1)  |
| Torneo $40.000 (0)  |
| Torneo $25.000 (1)  |
| Torneo $15.000 (0)  |

| N. | Data            | Torneo                                                   | Superficie | Avversaria in finale | Punteggio        |
| 1. | 6 novembre 2022 | NSW Open, Sydney                                         | Cemento    | Mai Hontama          | 6(1)-7, 6-3, 5-7 |
| 2. | 2 giugno 2024   | ITF Changwon International Women's Tennis Tour, Changwon | Cemento    | Hanna Chang          | 4-6, 4-6         |

### Doppio

#### Vittorie (12)
| Torneo $100.000 (0) |
| Torneo $80.000 (0)  |
| Torneo $60.000 (3)  |
| Torneo $40.000 (1)  |
| Torneo $25.000 (8)  |
| Torneo $15.000 (0)  |

| N.  | Data              | Torneo                                                   | Superficie  | Compagna              | Avversarie in finale                | Punteggio        |
| 1.  | 24 settembre 2022 | Darwin Tennis International, Darwin                      | Cemento     | Talia Gibson          | Lisa Mays Ramu Ueda                 | 2-6, 7-5, [10-5] |
| 2.  | 15 ottobre 2022   | Cairns Tennis International, Cairns                      | Cemento     | Talia Gibson          | Alana Parnaby Taylah Preston        | 6-1, 6-4         |
| 3.  | 16 aprile 2023    | SEIMS Cup, Osaka                                         | Cemento     | Alexandra Bozovic     | Lee Pei-chi Lee Ya-hsuan            | 6-2, 6-3         |
| 4.  | 17 giugno 2023    | Guimarães Ladies Open, Guimarães                         | Cemento     | Georgina García Pérez | Francisca Jorge Matilde Jorge       | 6-4, 7-5         |
| 5.  | 15 luglio 2023    | Seixal Ladies Open, Corroios                             | Cemento     | Talia Gibson          | Sofia Costoulas Lulu Sun            | 6-3, 3-6, [10-6] |
| 6.  | 13 luglio 2024    | BICT Groep ITF The Hague, L'Aia                          | Terra rossa | Jaimee Fourlis        | Annelin Bakker Sarah van Emst       | 6-4, 6-2         |
| 7.  | 20 luglio 2024    | Tennis International Darmstadt, Darmstadt                | Terra rossa | Jaimee Fourlis        | Karolína Kubáňová Sapfo Sakellaridi | 7-6(6), 6-4      |
| 8.  | 5 ottobre 2024    | Cairns Tennis International, Cairns                      | Cemento     | Alana Parnaby         | Mia Horvit Tenika McGiffin          | 6-2, 6-2         |
| 9.  | 12 ottobre 2024   | Cairns Tennis International, Cairns                      | Cemento     | Alana Parnaby         | Destanee Aiava Alexandra Bozovic    | 3-6, 6-2, [10-2] |
| 10. | 26 ottobre 2024   | City of Playford Tennis International, Città di Playford | Cemento     | Alexandra Bozovic     | Lizette Cabrera Taylah Preston      | 6-4, 6-3         |
| 11. | 1º febbraio 2025  | Brisbane QTC Tennis International, Brisbane              | Cemento     | Elena Micic           | Lizette Cabrera Taylah Preston      | 2-6, 6-2, [10-6] |
| 12. | 24 maggio 2025    | Pelham Racquet Club Pro Classic, Pelham                  | Terra verde | Madeleine Brooks      | Alicia Herrero Liñana Anna Rogers   | 6-1, 7-6(4)      |

#### Sconfitte (6)
| Torneo $100.000 (1) |
| Torneo $80.000 (0)  |
| Torneo $60.000 (0)  |
| Torneo $40.000 (0)  |
| Torneo $25.000 (5)  |
| Torneo $15.000 (0)  |

| N. | Data           | Torneo                                                   | Superficie  | Compagna                | Avversarie in finale              | Punteggio              |
| 1. | 4 marzo 2023   | Swan Hill International, Swan Hill                       | Erba        | Olivia Gadecki          | Elysia Bolton Alexandra Bozovic   | 6(3)-7, 6-2, [7-10]    |
| 2. | 10 giugno 2023 | Setúbal Ladies Open, Setúbal                             | Cemento     | Gabriella Da Silva-Fick | Elysia Bolton Alexandra Bozovic   | 7-6(6), 6(3)-7, [8-10] |
| 3. | 5 agosto 2023  | GB Pro Series Foxhills, Ottershaw                        | Cemento     | Talia Gibson            | Destanee Aiava Rutuja Bhosale     | 2-6, 3-6               |
| 4. | 12 agosto 2023 | Roehampton GB Pro Series, Roehampton                     | Cemento     | Talia Gibson            | Mariam Bolkvadze Yuriko Miyazaki  | 5-7, 3-6               |
| 5. | 15 giugno 2024 | Rokitki Park Open, Danzica                               | Terra rossa | Jaimee Fourlis          | Karolína Kubáňová Renata Voráčová | 6-3, 6(5)-7, [7-10]    |
| 6. | 26 aprile 2025 | Boyd Tinsley Women's Clay Court Classic, Charlottesville | Terra verde | Kayla Cross             | Marija Kozyreva Iryna Šymanovič   | 5-7, 5-7               |